# 뭉쳐야 찬다
《뭉쳐야 찬다》는 2019년 6월 13일부터 방영중인 텔레비전 프로그램이다.

## 방송 개요
대한민국 스포츠 1인자들이 전국 축구 고수와의 대결을 통해 조기축구계 전설로 거듭나기까지! 불타는 승부욕, 실패와 좌절, 값진 승리의 순간이 함께 할 스포츠 레전드들의 성장 스토리.

## 방송 일정
| 방송 채널 | 시즌제 | 방송 기간                         | 방송 시간                     | 비고      |
| --------- | ------ | --------------------------------- | ----------------------------- | --------- |
| JTBC      | 1기    | 2019년 6월 13일 ~ 2019년 9월 26일 | 매주 목요일 밤 11:00 ~ 12:10  | 독립 편성 |
| JTBC      | 1기    | 2019년 10월 6일 ~ 2020년 8월 9일  | 매주 일요일 밤 9:00 ~ 10:40   | 독립 편성 |
| JTBC      | 1기    | 2020년 8월 16일 ~ 2021년 1월 31일 | 매주 일요일 저녁 7:40 ~ 10:00 | 독립 편성 |
| JTBC      | 2기    | 2021년 8월 8일 ~ 2023년 9월 3일   | 매주 일요일 저녁 8:20 ~ 10:30 | 독립 편성 |
| JTBC      | 3기    | 2023년 10월 8일 ~ 2024년 5월 19일 | 매주 일요일 저녁 7:40 ~ 10:00 | 독립 편성 |
| JTBC      | 3기    | 2024년 5월 26일 ~ 2025년 2월 2일  | 매주 일요일 저녁 7:10 ~ 8:50  | 독립 편성 |
| JTBC      | 4기    | 2025년 4월 6일 ~ 현재             |                               | 독립 편성 |

## 출연자

### 멤버

#### 시즌1
- 안정환 (감독)
- 19. 김용만 (ST)
- 28. 김성주 (캐스터, ST)
- 99. 정형돈 (해설, CMF)
- 49. 이만기 (CB, DMF) (씨름)
- 90. 허재 (LWF, RB) (농구)
- 10. 양준혁 (CB, CMF) (야구)
- 7. 여홍철 (LWF, LB, LMF) (체조)
- 3. 이형택 (LMF, CB) (테니스)
- 8. 김동현 (GK, ST) (종합격투기)
- 41. 이봉주 (MF/FW) (마라톤)
- 25. 김요한 (FW) (배구)
- 11. 박태환 (MF) (수영)
- 89. 모태범 (FW/MF) (스피드스케이팅)
- 18. 김병현 (AMF, ST) (야구)
- 77. 이대훈 (AMF) (태권도)
- 88. 김재엽 (RWF) (유도)
- 2. 하태권 (CB, DMF) (배드민턴)
- 45. 이용대 (CMF, LWF) (배드민턴)
- 9. 최병철 (RB) (펜싱)

#### 시즌2
- 안정환 (감독)
- 이동국 (수석 코치)
- 조원희 (해설, 수비 코치)
- 19. 김용만 (해설, ST)
- 28. 김성주 (캐스터, ST)
- 3. 이형택 (LMF, CB, GK) (테니스)
- 8. 김동현 (GK, ST) (종합격투기)
- 5. 김요한 (FW, GK) (배구)
- 11. 박태환 (MF) (수영)
- 10 . 모태범 (FW/MF) (스피드스케이팅)
- 7. 윤동식 (유도) (무릎부상 장기화로 인해 잠정 하차)
- 63. 강칠구 (MF) (스키점프)
- 1. 김태술 (MF) (농구)
- 20. 허민호 (MF) (트라이애슬론)
- 92. 김준현 (MF) (스켈레톤)
- 4. 이장군 (FW, DF) (카바디)
- 21. 김준호 (DF) (펜싱)
- 15. 안드레 진 (DF) (럭비)
- 77. 이대훈 (AMF) (태권도)
- 12. 김현우 (DF) (레슬링)
- 9. 조원우 (DF) (요트)
- 99. 류은규 (DF) (라크로스)
- 79. 박제언 (DF) (노르딕 복합)
- 22. 임남규 (FW) (루지)
- 6. 이지환 (DF) (가라테)
- 88. 박준용 (격투기)
- 7. 이준이 (럭비)
- 23. 한건규 (GK) (럭비)
- 14. 장정민 (럭비)
- 19. 김용식 (태권도)

#### 시즌3
- 안정환 (감독)
- 조원희 (코치)
- 19. 김용만 (해설, ST)
- 28. 김성주 (캐스터, ST)
- 8. 김동현 (GK, ST) (종합격투기)
- 9. 조원우 (DF, LB) (요트)
- 12. 김현우 (FW, AM) (레슬링)
- 23. 한건규 (GK) (럭비)
- 22. 임남규 (FW, AM) (루지)
- 20. 허민호 (MF, DM, CDM) (트라이애슬론)
- 88. 박준용 (CDM) (격투기)
- 77. 이대훈 (AMF) (태권도)
- 4. 이장군 (FW, DF, CB) (카바디)
- 99. 류은규 (DF, LWF) (라크로스)
- 79. 박제언 (DF, CB) (노르딕 복합)
- 14. 장정민 (럭비)
- 7. 이준이 (FW) (럭비)
- 66. 성진수 (RB) (근대 5종)
- 24. 한승우

### 용병

#### 시즌1
- 이원희 (유도) - 19회
- 이충희 (농구) - 21회
- 이종범 (야구) - 27회
- 조준호 (유도) - 38, 39회
- 김재엽 (유도) - 39회
- 윤성빈 (스켈레톤) - 43회
- 정찬성 (종합격투기) - 44회
- 허훈 (농구) - 45회
- 지소연 (축구) - 47회
- 이승우 (축구) - 51회
- 신진식 (배구), 이대훈 (태권도) - 52회
- 추성훈 (종합격투기) - 61회
- 양학선 (체조) - 63회
- 하태권, 이용대 (배드민턴) - 64회 ~ 66회
- 홍성흔 (야구) - 65회
- 윤경신 (핸드볼) - 66회
- 최병철 (펜싱) - 72회
- 현주엽 (농구) - 74회
- 이동국 (축구) - 76회

#### 시즌2
- 김준호 (펜싱) - 9회
- 안드레 진 (럭비) - 9회
- 조원우 (요트) - 9회
- 김현우 (레슬링) - 15회
- 권순우 (테니스) - 20회
- 정재원, 차민규, 김민석 (스피드스케이팅) - 40회
- 황희찬 (축구) - 46회
- 황의조 (축구) - 50회
- 정우영 (축구) - 52회

### 게스트

#### 시즌1
- 4회 : 이광연
- 25회 축구하자 친구야 특집 : 신태용, 박준규, 문세윤, 임요환, 봉중근, 알베르토, 조준호, 최성원, 장성규, 곽윤기
- 36회 특급 일일코치 1편 : 황선홍, 설기현
- 37회 특급 일일코치 2편 : 김병지
- 38회 특급 일일코치 3편 : 이재현, 김예건, 구본서
- 40회 특급 일일코치 4편 : 최태욱, 김태영
- 41 ~ 42회 : 임영웅, 영탁, 이찬원, 정동원, 김호중, 장민호, 김희재, 노지훈, 나태주, 신인선
- 46회 특급 일일코치 5편 : 이동국, 전북 현대 모터스 소속 선수들
- 48회 특급 일일코치 6편 : 최진철, 이운재, 유상철, 송종국, 박재홍, 이천수, 김용대, 현영민, 최태욱, 김정우
- 51회 : 윤두준 동창 팀
- 56회 : 박현선 (양준혁의 약혼녀)
- 62회 : 윤두준, 코드 쿤스트, 서은광, 피오, 김재환, 하성운, 딘딘, 정세운, WOODZ, 홍중
- 67회 : 이영표, 션
- 68회 : 박준형, 박성호, 윤형빈, 이종훈, 이승윤, 이상호, 이상민, 송준근, 김원효, 박성광, 양상국, 류근지
- 69 ~ 70회 : 임영웅, 영탁, 이찬원, 김경민, 신인선, 나태주, 류지광, 노지훈, 이대원, 신유, 황준, 이승렬, 심서연
- 71회 : 현정화, 김미현, 전미라, 이상화
- 73회 : 유승민
- 75회 스페셜 코치 1탄 : 고정운, 신태용
- 77회 스페셜 코치 2탄 : 황선홍, 조원희

#### 시즌2
- 8회 : 조원희, 오종혁, 황충원, 강원재, 안태환, 정종현, 김상욱, 정태균, 김현동, 이진봉, 임우영, 염승철, 김민수, 강준, 정성훈, 정해철 - 강철부대
- 14회 : 김예건, 노연우, 이사무엘, 장시우, 안우혁 - 유소년 축구팀 전북 U-15
- 17회 : 김정민
- 18회 : 한준희
- 19회 : 윤영글, 여민지
- 26회 스페셜 코치 : 이정수
- 28회 ~ 29회 : 홍정호, 주민규, 김보경, 조현우, 이기제, 설영우, 임상협, 강상우, 이동준 - K리그 올스타
- 31회 : 피지오 지우반 - 피지컬 코치
- 38회, 98회 : 김병지
- 39회 : 정조국
- 42회 : 김은중
- 47회 : 루드 굴리트
- 48회 : 레슬링 국가대표 선수들
- 49회 : 지소연, 조소현, 이금민, 이영주
- 51회 : 최영재, 줄리엔 강, 김민수, 홍범석, 박형근, 석현종, 공기환
- 55회 : 샤이니 (민호), 최윤겸 감독
- 59회 ~ 60회 : 박지성
- 60회 : 윤두준, 이기광, 민호, 남우현, 레오, 윤성빈, 정세운, 조승연, 김재환, 이승윤, 서은광, 조나단
- 72회 : 이영표
- 78회 : 현영민
- 95회 : 정대세, 백지훈

#### 시즌3
- 44회 ~ 45회 : 임영웅
- 47회 : 김준수

#### 하차
- 심권호 (레슬링) (개인사정으로 인해 하차)
- 진종오 (사격) (2020 도쿄 올림픽 출전 준비로 인해 하차)
- 이봉주 (육상) (건강문제로 인해 하차)

#### 시즌3
- 정대세 (3회 ~ 7회)
- 김남일 (8회 ~66회)
- 거스 히딩크 (14회)

## 경기 결과

### 공식 경기
| 방송 횟차 | 경기횟차 | 결과 | 결과   | 결과 | 상대팀              | 득점                                     | 어시스트                     | 비고                                                       |
| --------- | -------- | ---- | ------ | ---- | ------------------- | ---------------------------------------- | ---------------------------- | ---------------------------------------------------------- |
| 1         | 1        | 0    | 패     | 11   | FC 새벽녘           |                                          |                              | 평가전                                                     |
| 3         | 2        | 1    | 패     | 14   | 도봉 축구회         | 김성주                                   | 여홍철                       | 첫 공식전                                                  |
| 5         | 3        | 0    | 패     | 11   | 경인 축구회         |                                          |                              | 야간수중전 (두번째 공식전)                                 |
| 8         | 4        | 1    | 패     | 8    | 기상청 FC           | 김요한                                   | 여홍철                       | 세번째 공식경기 (유니폼 획득)                              |
| 11        | 5        | 0    | 패     | 3    | 일레븐FC            |                                          |                              | 배우 최수종 단장의 일레븐FC와 맞대결                       |
| 13        | 6        | 2    | 패     | 7    | 서울63FC            | 이형택, 김요한                           |                              | 최초 한경기 2득점                                          |
| 14        | 7        | 0    | 패     | 4    | 만선FC              |                                          |                              |                                                            |
| 16        | 8        | 0    | 패     | 4    | 공릉축구회          |                                          |                              |                                                            |
| 17        | 9        | 2    | 패     | 12   | 서울신정초FC        | 여홍철, 김요한                           | 김용만                       | 이형택 , 고필관 (서울신정초FC, 해트트릭)                   |
| 19        | 10       | 1    | 패     | 4    | 서울소방FC          | 모태범                                   |                              | 최초 전반전 무승부 기록                                    |
| 21        | 11       | 0    | 패     | 4    | 용인축구회          |                                          |                              | 최초 전반전 무실점 무승부 기록                             |
| 22        | 12       | 0    | 패     | 7    | 글로리 토틀즈FC     |                                          |                              | 진종오                                                     |
| 23        | 13       | 1    | 패     | 3    | 마구남FC            | 이형택                                   |                              | 이형택 , 해트트릭                                          |
| 24        | 14       | 0    | 패     | 2    | K항공 SOCCER        |                                          |                              |                                                            |
| 27        | 15       | 2    | 패     | 4    | 강서FC              | 모태범, 여홍철 (PK)                      | 양준혁                       | 최초 PK 득점,                                              |
| 28        | 16       | 0    | 패     | 5    | 백골FC              |                                          |                              | 첫 원정 경기, 통산 100실점                                 |
| 30        | 17       | 1    | 패     | 6    | 신제주 FC           | 김요한                                   |                              | 김요한 복귀 이후 첫 골                                     |
| 35        | 18       | 3    | 승     | 1    | 은평초등학교 동문팀 | 박태환, 이봉주, 김요한                   |                              | 어쩌다FC 창단 첫승                                         |
| 37        | 19       | 1    | 패     | 4    | 안양 교도관 FC      | 이만기                                   |                              | 이만기 창단 첫 골                                          |
| 38        | 20       | 3    | 승     | 1    | 세운 FC             | 이봉주, 김요한, 모태범                   | 모태범, 김동현               | 2승                                                        |
| 39        | 21       | 0    | 패     | 3    | K은행 팀            |                                          |                              |                                                            |
| 43        | 22       | 4    | 승     | 2    | 얼룩회 FC           | 김요한 ×2, 박태환, 모태범                | 윤성빈, 양준혁               | 어쩌다 FC 창단 이후 첫 4골 / 역전승                        |
| 44        | 23       | 0    | 패     | 2    | 술이홀 FC           |                                          |                              |                                                            |
| 45        | 24       | 2    | 무승부 | 2    | 청파축구회          | 박태환, 김요한                           | 허훈                         | 첫 무승부                                                  |
| 47        | 25       | 2    | 승     | 1    | 인천팜 FC           | 모태범, 김요한                           | 지소연                       | 어쩌다 FC 창단이후 첫2골, 역전승                           |
| 50        | 26       | 0    | 패     | 1    | 새벽녘 FC           |                                          |                              | 어쩌다 FC 창단 1주년 기념 특집                             |
| 51        | 27       | 2    | 패     | 3    | 윤두준 동창 팀      | 이승우, 김요한                           | 박태환                       |                                                            |
| 52        | 28       | 2    | 무승부 | 2    | 3회 우승 한의사 팀  | 이대훈x2                                 | 김병현                       |                                                            |
| 53        | 29       | 2    | 승     | 0    | 부평 우체국FC       | 박태환, 허재                             |                              | 어쩌다 FC 창단이후 첫 무실점 승리                          |
| 54        | 30       | 1    | 무승부 | 1    | 서울시 의사 팀      | 김요한                                   | 이대훈                       |                                                            |
| 55        | 31       | 1    | 무승부 | 1    | 상암 DMC            | 이대훈                                   | 김재엽                       |                                                            |
| 55        | 32       | 4    | 승     | 1    | 성산 축구회         | 김요한x3, 모태범                         | 김병현, 김요한, 양준혁       | 어쩌다 FC 창단이후 김요한의 첫 해트트릭                    |
| 56        | 33       | 0    | 패     | 1    | 연세FC              |                                          |                              |                                                            |
| 57        | 34       | 2    | 승     | 0    | 성미축구회          | 이대훈, 박태환                           |                              | 어쩌다 FC 창단이후 조기축구대회 첫 출전                    |
| 58        | 35       | 1    | 승     | 0    | 마포구협회팀        | 모태범                                   | 박태환                       | 4강진출 확정                                               |
| 59        | 36       | 2    | 승     | 0    | 봉협FC              | 김용만, 이대훈                           |                              | 조 1위                                                     |
| 59        | 37       | 0    | 패     | 1    | 중동축구회          |                                          |                              | 조기축구 4강전                                             |
| 60        | 38       | 0    | 패     | 3    | 철원군청 팀         |                                          |                              | 물놀이 후 축구                                             |
| 61        | 39       | 1    | 패     | 2    | 조선업 축구팀       | 김재엽                                   |                              |                                                            |
| 62        | 40       | 4    | 승     | 1    | 아이돌 축구팀       | 모태범x2, 박태환, 김용만                 | 박태환                       | 뭉쳐야찬다 2군팀과의 대결                                  |
| 63        | 41       | 2    | 무승부 | 2    | 관세청FC            | 김재엽x2                                 | 이형택, 모태범, 김용만       |                                                            |
| 64        | 42       | 2    | 승     | 1    | 청과물 시장팀       | 이용대, 양준혁                           | 모태범                       |                                                            |
| 65        | 43       | 1    | 무승부 | 1    | 마2 축구회          | 여홍철                                   |                              |                                                            |
| 66        | 44       | 3    | 무승부 | 3    | 통계청FC            | 이대훈x2, 모태범                         | 이대훈, 김병현, 양준혁       |                                                            |
| 67        | 45       | 2    | 무승부 | 2    | 이영표 팀           | 이대훈, 안정환                           | 안정환                       | 어쩌다FC 감독 쟁탈전                                       |
| 68        | 46       | 2    | 승     | 0    | 개콘 FC             | 이대훈, 김병현                           | 이용대, 이대훈               |                                                            |
| 69        | 47       | 4    | 승     | 1    | 트롯FC              | 모태범x3, 이대훈                         | 모태범, 이용대               | 모태범 생애 첫 해트트릭                                    |
| 72        | 48       | 5    | 승     | 0    | 인하대 교수FC       | 여홍철X2, 최병철, 이대훈                 | 이형택, 허재, 김병현, 모태범 | 어쩌다FC 창단 이후 역대 최다 득점 첫 승리                  |
| 73        | 49       | 1    | 패     | 2    | 평창기념재단팀      |                                          |                              |                                                            |
| 75        | 51       | 2    | 무승부 | 2    | 동북고 OB팀         | 이대훈, 이동국                           | 모태범                       |                                                            |
| 78        | 55       | 2    | 승     | 1    | 청파축구회          | 이대훈X2                                 | 모태범, 이용대, 김병현       | 어쩌다 FC 창단 이후 전국대회 첫 출전, 이대훈 멀티 골 달성. |
| 79        | 56       | 2    | 승     | 0    | 곤지암 만선FC       | 김병현, 이대훈                           | 여홍철, 모태범               | 전국대회 8강전 결정전                                      |
| 79        | 56       | 1    | 패     | 2    | 경인축구회          | 이대훈                                   |                              | 조 1위, 2위 결정전                                         |
| 80        | 57       | 6    | 승     | 4    | 서울시의사팀        | 이용대, 모태범x2, 이형택, 이대훈, 여홍철 | 이대훈                       | 전국대회 8강전, 승부차기로 4강진출                         |
| 81        | 58       | 3    | 승     | 0    | 마2 축구회          | 이용대                                   | 모태범                       | 전국대회 4강전                                             |
| 81        | 58       | 0    | 패     | 5    | 경인축구회          |                                          |                              | 전국대회 결승전                                            |

## 경기

### 공식 경기
- 시즌1 통산전적 : 58전 19승 9무 30패 89득점 169실점
- 시즌2 통산전적 : 38전 22승 7무 9패 74득점 36실점
- 시즌3 통산전적 :

### 득점 순위
- 1위 : 박태환, 이대훈 () 15득점
- 2위 : 모태범, 김요한 ()
- 3위 : 여홍철, 김재엽 () 8득점
- 4위 : 이봉주, 이형택 () 3골
- 5위 : 김성주, 이만기, 김용만, 허재, 김병현, 양준혁, 이용대, 안정환 () 4골

### 비공식 연습 경기
| 방송회수 | 종목        | 게임횟차 | 팀        | 팀            | 결과         | 득점선수                                                                             | 비고                                                                |
| -------- | ----------- | -------- | --------- | ------------- | ------------ | ------------------------------------------------------------------------------------ | ------------------------------------------------------------------- |
| 4화      | 2:4 풋살    | 1        | 어쩌다FC  | 안정환·이광연 | 3-8 (패)     | 김동현, 이봉주, 양준혁                                                               | 풋살 내기                                                           |
| 7화      | 4:4 풋살    | 2        | 어쩌다FC  | MC 매니저     | 1-6 (패)     | 허재 (PK)                                                                            |                                                                     |
| 9화      | 4:4 족구    | 3        | 어쩌다FC  | 스님 어벤져스 | 4 : 11 (패)  |                                                                                      |                                                                     |
| 9화      | 4:4 족구    | 4        | 어쩌다FC  | 스님 어벤져스 | 12 : 10 (승) |                                                                                      |                                                                     |
| 15화     | 수중 기마전 | 5        | 만기 팀   | 허재 팀       | 2 : 0        |                                                                                      | 간식 내기 (모래사장에서 진행)                                       |
| 15화     | 5:5 풋살    | 6        | 만기 팀   | 허재 팀       | 5(0) : (1)5  |                                                                                      | 간식 내기 (모래사장에서 진행)                                       |
| 18화     | 8:8 축구    | 7        | 허재 팀   | 용만 팀       | 4 : 3        | 허재 팀 : 이형택, 김요한 , 모태범 (PK) · 용만 팀 : 여홍철 , 이만기                   | 스태프 전체 회식 내기 자체 평가전                                   |
| 21화     | 5:5 농구    | 8        | 허재 팀   | 이충희 팀     | 8 : 7 (패)   |                                                                                      |                                                                     |
| 25화     | 4:4 족구    | 9        | 안정환 팀 | 신태용호      | 2 : 1 (승)   |                                                                                      | 벌칙으로 물따귀                                                     |
| 26화     | 8:8 축구    | 10       | 어쩌다FC  | 신태용호      | 5 : 2 (승)   | 어쩌다FC : 박준규 , 모태범 (해트트릭), 안정환 · 신태용호 : 신태용 (프리킥), 알베르토 | 어쩌다FC 비공식 경기 최초 1승, 패딩 조끼 획득 (비공식 경기 승리 시) |
| 29화     | 8:5 축구    | 11       | 어쩌다FC  | 서귀포고      | 1:5(패)      | 모태범                                                                               | 8:5로 경기                                                          |

## 결방 사유
2020년
- 10월 4일 : 추석특집 《히든싱어 6》 재방송 편성으로 인한 결방.

2022년
- 10월 30일 : 이태원 압사 사고 참사 여파로 인한 결방.

2024년
- 12월 29일 : 톡파원 25시 재방송 편성으로 인한 결방.

## 참고 사항
- 방청객 웃음소리 (Laugh track) 효과를 사용하지 않는다.

## 같이 보기
- 불멸의 국가대표 (채널A)
- 뭉쳐야 쏜다 (농구)